# Sergejs Jēgers

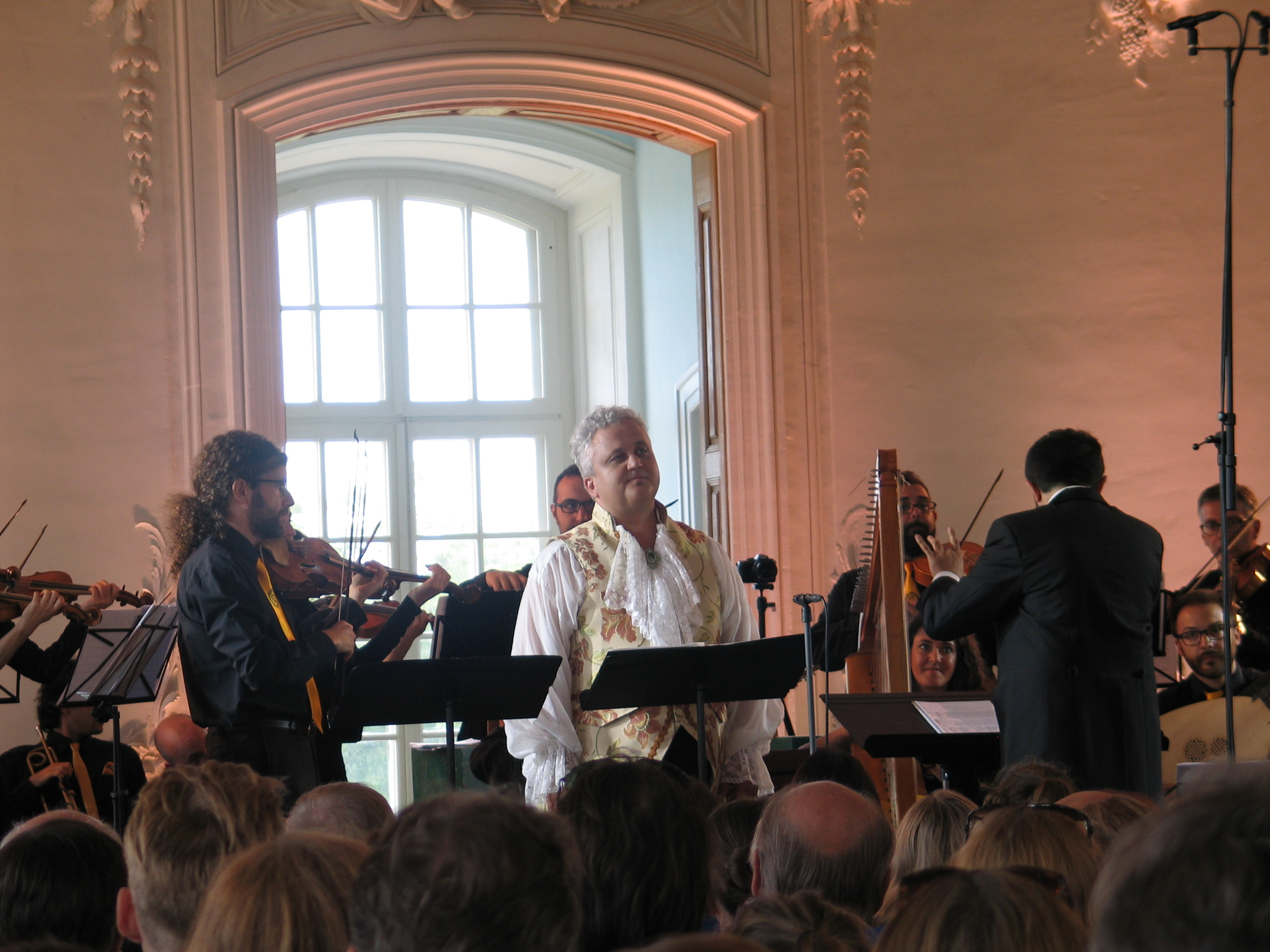

Sergejs Jēgers (* 28. Januar 1979 in Riga) ist ein lettischer Countertenor.

## Leben
Sergejs Jēgers lebt und arbeitet in Riga.
Er studierte an der Lettischen Musikakademie in Riga und an der Schola Cantorum Basiliensis zu Basel.
Sergejs Jēgers ist Schüler des deutschen Countertenors Andreas Scholl.

## Diskographie
- Ave Musica (2006)
- Illumina (2006; mit Artis Gāga, Saxophon)
- Duende (2007; mit Artis Gāga, Saxophon)
- Stabat Mater (2008; mit Inessa Galante, Sopran)
- Dziesmiņās remdējos (2009)

## Auszeichnungen
- 2005: BBC Cardiff Singer